# San José de Bongo
Pour les articles homonymes, voir San José et Bongo.
San José de Bongo, ou simplement Bongo, est la capitale de la paroisse civile de Panapana de la municipalité de Heres de l'État de Bolívar au Venezuela.